# 소유스-TMA
소유스-TMA는 러시아 소유스 우주선의 개량형 버전이다. 2002년부터 2012년까지 10년간 22회 발사되었다. 2010년부터는 소유스-TMA-M이 사용되고 있다.

## 소유스-TMA-M
소유스-TMA-M의 마지막 M은 Mordenized의 약자다. 소유스-TMA를 기반으로 에네르기아사가 개량한 우주선이다.
2016년 3월 18일 소유스 TMA-20M을 마지막으로 퇴역한다. 국제우주정거장에는 보통 3개월 마다 소유스 우주선을 발사해 우주비행사를 교대하는데, 2016년 6월 최초의 소유스 TMA-MS-01 우주선이 발사될 계획이다.